# Na komecie
Na komecie (cz. Na kometě) – czechosłowacki film z 1970 roku w reżyserii Karela Zemana na podst. powieści Hector Servadac Juliusza Verne’a. 

## Obsada
- Emil Horváth – por. Servadac
- Magda Vášáryová – Angelika
- František Filipovský – płk Picard
- Čestmír Řanda – hiszpański konsul
- Josef Větrovec – szejk
- Jiřina Jirásková – Ester
- Vladimír Menšík – Silberman
- Miloslav Holub – Hikmet
- Karel Effa – kpr. Ben
- Josef Hlinomaz – kpt. Lacoste
- Jaroslav Mareš – kpr. Lafitte
- Eduard Kohout – Murphy
- Zdena Bronislavská – tancerka w tawernie
- Steva Maršálek – Mahdi
- Karel Pavlík – Oliphant
- Jaroslav Štercl – żeglarz z kluczami
- Jiří Lír – kanonier Ali
- Miloš Nesvatba – Husein
- Jan Bor – Luigi
- Pavel Libovický – Antonio
- Jaroslav Klouda – Pepino